# Syndrome de Zollinger-Ellison
Pour les articles homonymes, voir Zollinger.
 (mai 2013).
Si vous disposez d'ouvrages ou d'articles de référence ou si vous connaissez des sites web de qualité traitant du thème abordé ici, merci de compléter l'article en donnant les références utiles à sa vérifiabilité et en les liant à la section « Notes et références ».
 Mise en garde médicale
Le syndrome de Zollinger-Ellison est une maladie caractérisée par des ulcères gastriques et duodénaux graves, souvent multiples et récidivants, résistant aux traitements usuels, avec hypersécrétion et hyperacidité importante de la muqueuse gastrique donnant une diarrhée chronique volumogénique.
Le plus souvent sporadique, il peut également s'inscrire dans le cadre d'une NEM1 dans un cas sur quatre.
Ces ulcères sont secondaires à un gastrinome, une tumeur endocrine généralement située dans le duodénum ou le pancréas, sécrétant de la gastrine, qui à son tour stimule la sécrétion gastrique acide. Le diagnostic repose sur la gastrinémie basale, et éventuellement après injection de sécrétine (augmentation paradoxale de la sécrétion acide et de la gastrinémie), la mesure du pH gastrique, et la mise en évidence du processus tumoral. Son traitement est symptomatique (inhibiteur de la pompe à protons) et si possible antitumoral (exérèse chirurgicale).
Ce syndrome fut décrit par Robert Milton Zollinger et Edwin Homer Ellison en 1955.

## Diagnostic
Le diagnostic de cette maladie peut se faire à travers des tests diagnostiques comme le test de stimulation à sécrétine qui permet d'augmenter la gastrinémie : sous stimulation à la sécrétine, la gastrinémie doit augmenter à moins de 200 pg/ml pour les patients normaux alors qu'elle dépasse largement ce taux pour les personnes atteintes par ce syndrome. 
L'imagerie médicale par scanner, par IRM et par angiographie permet de déterminer le site primitif des tumeurs ainsi que les métastases qui en découlent. Il est également possible de réaliser une scintigraphie des récepteurs de la somatostatine à l'aide d'octréotide marquée,.

## Traitement
Le traitement consiste à éliminer et éradiquer la tumeur et à contrôler l'hyperactivité gastrique. Le taux de guérison assuré par l'intervention chirurgicale est de 35% quand la tumeur est repéré à un stade précoce. Une chimiothérapie peut être administrée dans le cas de forme métastatique de la maladie.
Le contrôle de l'hyperactivité gastrique est assurée à travers l'administration de l'oméprazole.